# 阿富汗-烏茲別克友誼橋
37°13′40″N 67°25′42″E / 37.2278°N 67.4282°E

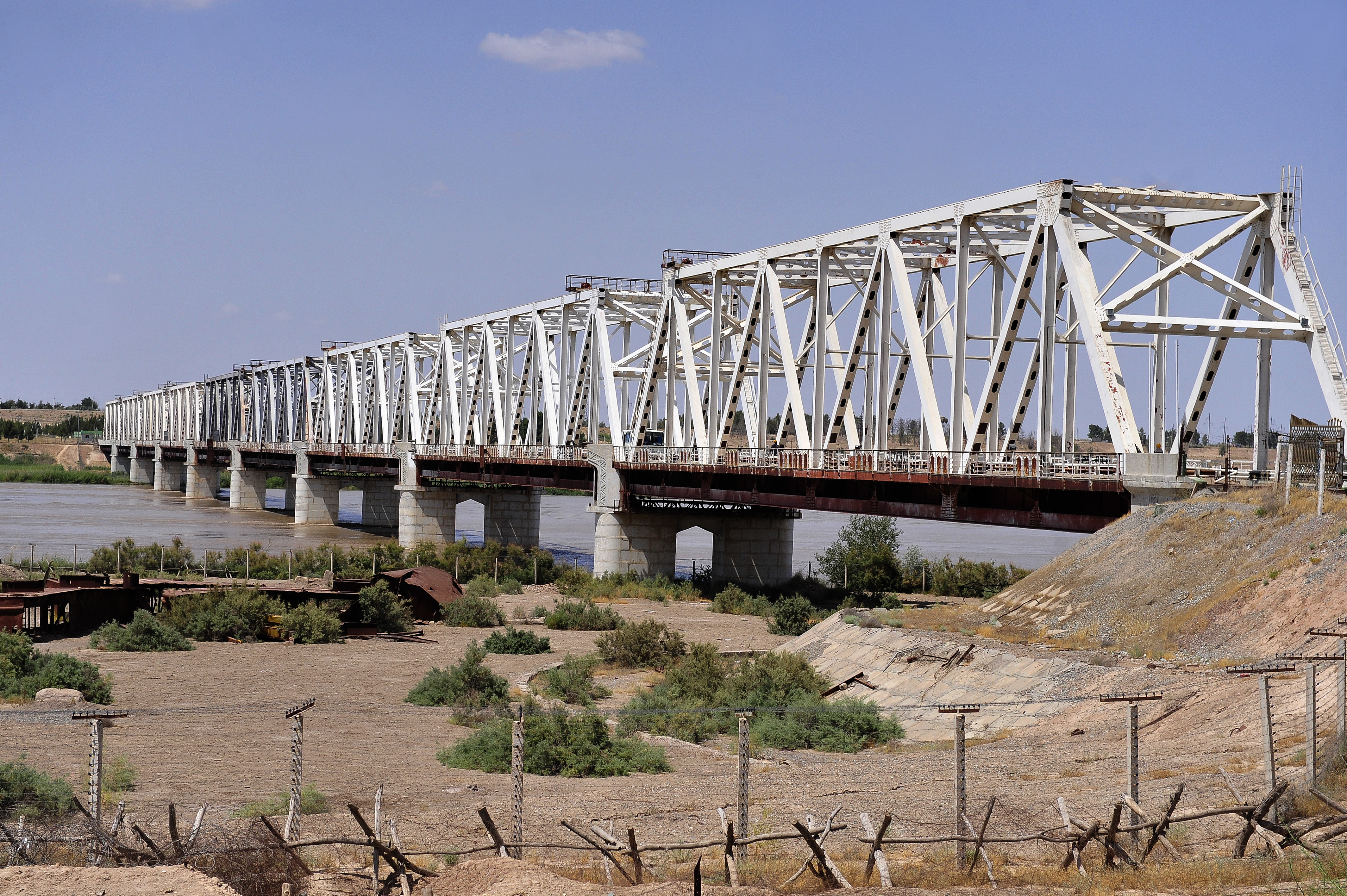
2010年的阿富汗-烏茲別克友誼橋

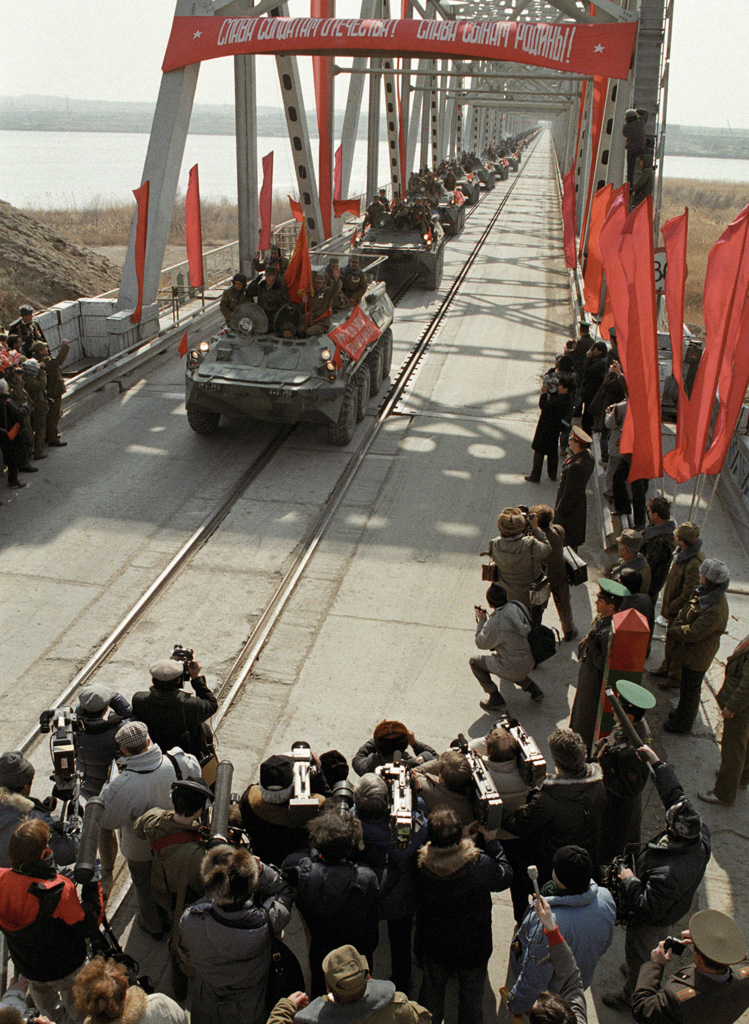
1989年通过大桥撤离阿富汗的最后一批苏联军队

阿富汗-烏茲別克斯坦友誼橋为橫越阿姆河連接阿富汗與烏茲別克的公路铁路两用桥，是烏茲別克與阿富汗唯一連接點，連接阿富汗巴爾赫省的海拉頓與烏茲別克的泰爾梅茲。此橋由蘇聯建造並在1982年落成啟用，目的是運輸軍隊到阿富汗作戰。
该橋在1996年5月塔利班控制馬扎里沙里夫時一度關閉，北方聯盟通過此橋撒退。2001年12月9日此桥重開，並在2010年1月開始至馬扎里沙里夫的铁路工程。